# Akina Mama wa Africa
Akina Mama wa Afrika (AMwA) (en suajili, "mujeres africanas") se creó en 1985 en el Reino Unido como una pequeña organización comunitaria para mujeres africanas. Ahora es una organización no gubernamental feminista internacional y panafricana con sede en Kampala, Uganda.

## Historia
AMwA se describe como un "centro de formación" y un "motor de defensa" para el movimiento de mujeres en África. Se centra en mejorar la capacidad de las mujeres para participar en el liderazgo a través de programas de educación, recursos e investigación, proporcionando plataformas de defensa y movimientos para influir en la política y la legislación.
En 2014, AMwA, junto con otras organizaciones de mujeres, llevó a cabo una conferencia regional en Kampala sobre el tema "Fortalecimiento de las voces de las mujeres africanas en los procesos posteriores a 2015". La conferencia pretendía servir como recordatorio de los problemas comunes a los que se siguen enfrentando las mujeres africanas, incluida la violencia de género.
Algunas de las organizaciones que han contribuido a apoyar Akina Mama wa Afrika son el Fondo Africano para el Desarrollo de las Mujeres y el Sigrid Rausing Trust.

### El Instituto de Liderazgo de Mujeres Africanas (AWLI)
El AWLI, creado en 1996, se centra en temas como la violencia de género, la salud y los derechos sexuales y reproductivos, la lucha contra la pobreza y la consolidación de la paz. Está diseñado por mujeres líderes de África, para ofrecer apoyo profesional, oportunidades de establecer contactos y talleres a mujeres activistas de entre 18 y 45 años de todo el continente.